# Badovinci
Badovinci is een plaats in de gemeente Ozalj in de Kroatische provincie Karlovac. De plaats telt 31 inwoners (2001).